# Albrecht Wilhelm Roth

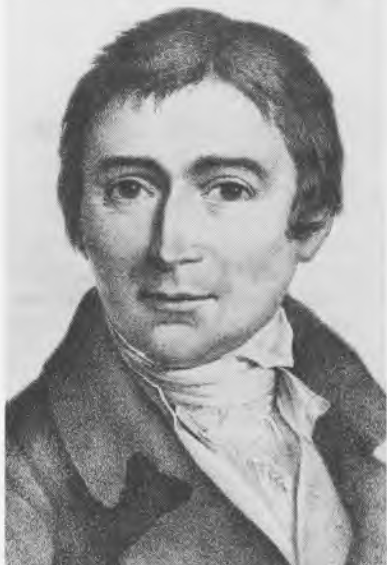
Albrecht Roth

Albrecht Wilhelm Roth (* 6. Januar 1757 in Dötlingen; † 16. Oktober 1834 in Vegesack) war ein deutscher Arzt und Botaniker. Sein offizielles botanisches Autorenkürzel lautet „Roth“.

## Biografie

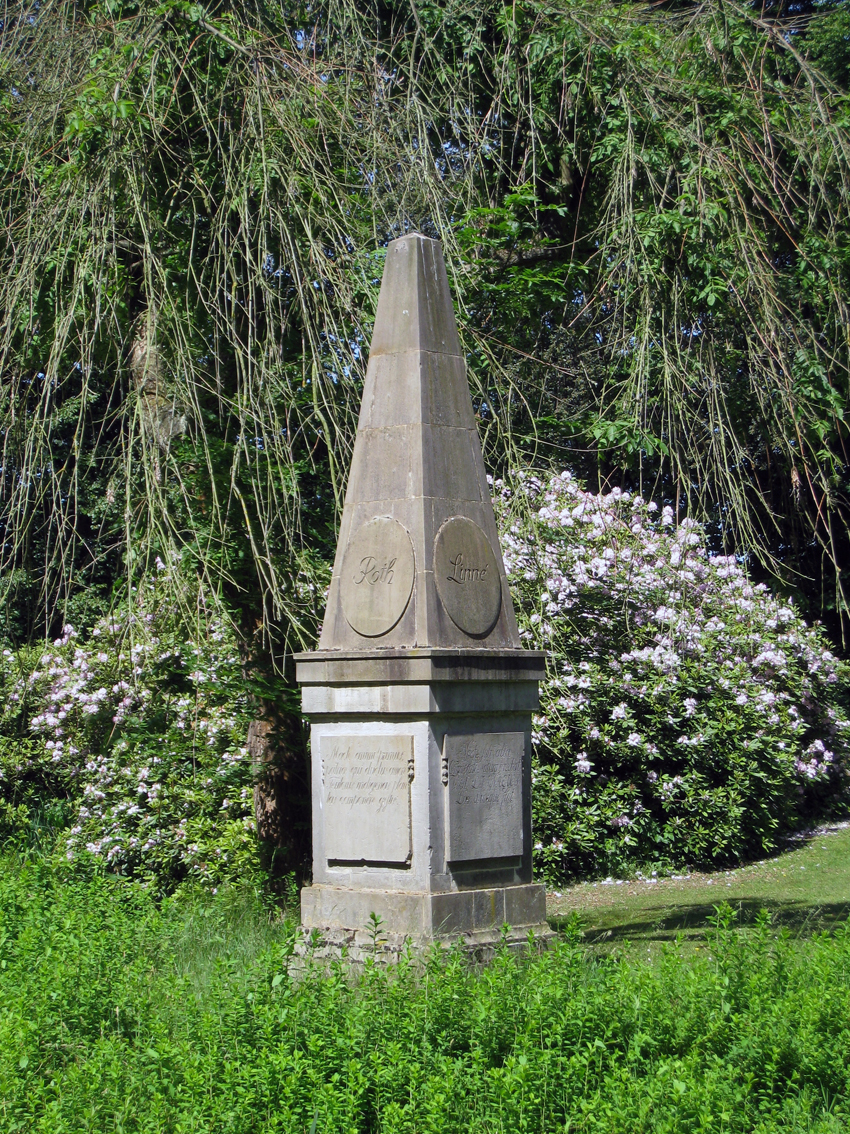
Der Linnaeus-Obelisk im Park Höpkensruh in Bremen-Oberneuland. Um 1800 zum Gedenken an Roth, Carl von Linné, Albrecht von Haller und Nikolaus Joseph von Jacquin errichtet.

Roth war der älteste Sohn von elf Kindern des Pastors Gottfried Roth (1720–1784). Nach seiner Schulzeit am Alten Gymnasium in Oldenburg besuchte er ab 1772 die Schule des Waisenhauses in Halle. Ab 1778 studierte er Medizin an der Universität Halle, wechselte im 4. Semester nach Erlangen und wurde dort 1788 zum Doktor der Medizin promoviert. Schon während des Studiums galt sein Hauptinteresse der Botanik und bereits 1778 veröffentlichte er eine Einführung in die systematische Pflanzensammlung und setzte sich in einer kurzen Abhandlung für die Aufnahme des Faches Naturgeschichte in den Schulunterricht ein.
1778 ließ Roth sich mit 21 Jahren als Arzt in seinem Heimatort Dötlingen nieder, siedelte aber bereits 1779 nach Vegesack über, wo er in dem damals etwa 1000 Einwohner zählenden Flecken und dessen Umgebung als einziger Arzt ein sehr weites Betätigungsfeld fand. 1781 wurde er zum Landphysikus ernannt und veröffentlichte einige medizinische Mitteilungen.
Kaum ließ er sich in Vegesack nieder, begann er auch mit einer regen wissenschaftlichen Forschungs- und Publikationstätigkeit und veröffentlichte ab 1781 eine Reihe grundlegender Abhandlungen, in denen er u. a. seine Entdeckung des Reizmechanismus des Sonnentaus beschrieb. Auf Anregung durch Georg Christian von Oeders, mit dem er 1779 in Dötlingen zusammengetroffen war, veröffentlichte er dann ab 1788 Tentamen florae germanicae, eine Systematik aller deutschen Gewächse, was Roths Bekanntheit als Forscher enorm steigerte. Mit Recht konnte der Bremer Arzt und Naturforscher Wilhelm Olbers Focke in einem Artikel über Roth schreiben: „Während des ersten Jahrzehnts des 19. Jahrhunderts gehörte Roth zu den angesehensten deutschen Pflanzenkennern […]“. 
Roth hat 1787 am hohen Steilufer der Weser im damaligen Neu-Vegesack, heute Weserstraße 74, 75, 75c, ein Grundstück erworben, auf dem er einen großen Garten anlegte. Damals gehörte dieser Teil von Vegesack noch zu Kurhannover und wurde erst 1803 bremisch. Ein Teil des Gartens dient heute als öffentlicher Stadtgarten Vegesack. Sein Wohnhaus stand auf der anderen Straßenseite auf Höhe des Hauses Weserstraße 32 Ecke Kimmstraße, die 1840 neu angelegt wurde.
Besondere Verdienste erwarb er sich ebenfalls durch die Erforschung der Algenflora, bei der er durch Johann Friedrich Trentepohl unterstützt wurde. 1802 fand seine Forschungsreise an die Nord- und die Ostsee zur Erkundung von Meeresalgen statt. Seine zahlreichen Studien und Abhandlungen brachten ihm die Ernennung zum Mitglied von insgesamt achtzehn wissenschaftlichen Gesellschaften in Deutschland, Österreich, der Schweiz und England ein. Das hohe Ansehen Roths sowie die eigene Kenntnis von dessen Schriften veranlasste Johann Wolfgang von Goethe, Roth 1803 für den Botanischen Lehrstuhl an der Universität Jena und 1810 an der Universität Erlangen vorzuschlagen. Allerdings schlug er beide Angebote aus, da er Eingriffe Goethes in seine Arbeit und in seine wissenschaftliche Selbständigkeit befürchtete. Im Jahr 1789 wurde er zum Mitglied der Leopoldina gewählt. 1808 wurde er korrespondierendes Mitglied der Bayerischen Akademie der Wissenschaften. Mit zunehmendem Alter ließ ihm die Berufsarbeit immer weniger Kraft für seine Forschungen. Nach 1810 veröffentlichte er nur noch ein größeres Werk über die indische Pflanzenwelt auf Basis einer umfangreichen Pflanzensammlung der Britischen Ostindien-Kompanie, die ihm zur Verfügung stand, sowie zwei überarbeitete Neufassungen seines „Tentamen“. 
Roths Arbeiten bildeten trotz seiner unzulänglichen Hilfsmittel den Grundstein und den Ausgangspunkt für die weitere Forschung und trugen wesentlich dazu bei, dass sich die Botanik schon zu seinen Lebzeiten von einer Hilfswissenschaft der Medizin zu einer eigenständigen Wissenschaftsdisziplin entwickeln konnte.

## Familie
Roth war dreimal verheiratet. Am 19. Juni 1783 heiratete er die Bremer Maklerstochter Philippine Margaretha Brockmann (1765–1802). Nach ihrem Tod ehelichte er sich am 30. August 1804 mit der Bremer Kaufmannstochter Margarethe König (1778–1813). Am 11. März 1814 heiratete er schließlich Clara Dorothea Henriette Augusta Steinberg (1789–1872), die Tochter des hannoverschen Advokaten Johann Steinberg. Aus diesen Ehen stammten insgesamt drei Söhne und drei Töchter.

## Ehrungen
- Die Pflanzengattung Rothia Schreb. aus der Familie der Korbblütler (Asteraceae) ist nach ihm benannt.[3]
- In Bremen-Vegesack wurde die Albrecht-Roth-Straße nach ihm benannt.
- Sein Grabmal mit einem Porträtrelief aus Bronze befindet sich vor der Vegesacker Kirche an der Kirchheide 18.

## Schriften (Auswahl)
- Anweisung für Anfänger, Pflanzen zum Nutzen und Vergnügen zu sammeln und nach dem Linneschen System zu bestimmen. Gotha 1778, 1783, 1803.
- Über die Art und Notwendigkeit, Naturgeschichte auf Schulen zu behandeln. Nürnberg 1779.
- Verzeichnis derjenigen Pflanzen, welche nach Anzahl und Beschaffenheit ihrer Geschlechtsteile nicht in den gehörigen Klassen und Ordnungen des Linneschen Systems stehen. Altenburg 1781.
- Beyträge zur Botanik. 2 Bände. Bremen 1782–1783.
- Herbarium plantarum officinalium. Hannover 1785.
- Botanische Abhandlungen und Beobachtungen. Nürnberg 1787.
- Tentamen florae germanicae. 3 Bände Leipzig. 1788–1800 (doi:10.5962/bhl.title.6694).
- Bemerkungen über das Studium der cryptogamischen Wassergewächse. Hannover 1797.
- Catalecta botanica quibus plantae novae et minus cognitae describuntur atque illustrantur. 3 Bände, Leipzig 1797–1806.
- Neue Beiträge zur Botanik. Frankfurt. 1802.
- Botanische Bemerkungen und Berichtigungen. Leipzig 1807.
- Was sind Varietäten im Pflanzenreich und wie sind sie bestimmt zu erkennen?. Regensburg 1811.
- Novae plantarum species praesertim Indiae orientalis ex Collectione Benj. Heynii cum descriptionibus et observationibus. Halberstadt 1821.
- Enumeratio plantarum phaenogamarum in Germania sponte nascentium. Leipzig 1827.
- Manuale botanicum peregrina- tionibus botanicis accomodatum. 3 Bände, Leipzig 1830.